# 血蜘蛛
屠殺（英語：Carnage），本名為克萊圖斯·卡薩迪（Cletus Kasady），是一名由漫威漫畫創作的虛構超級反派，通常出現在蜘蛛人的漫畫故事中。他是蜘蛛侠的敌人以及反英雄毒液的大敌。與猛毒同為共生體，由作家大衛·米歇爾尼和藝術家埃里克·拉森及馬克·巴格利所創作。屠殺首次為於《神奇蜘蛛人》#360中登場。
在2009年，IGN將屠殺列為漫畫反派百強排名第90名。

## 人物
克萊圖斯·卡薩迪從小就有嚴重的暴力傾向，在孤兒院長大的他一直以欺負孤兒和孤兒院員工為樂。卡薩迪長大後成為了一名連續殺人犯，在犯下11宗連環殺人案後，卡薩迪被送往萊克島上的一座監獄囚禁，而當時他的室友正是艾迪·布洛克。當時共生體為了拯救艾迪而偷偷前往監獄並附上艾迪身上越獄，而卡薩迪的手腕上流出來的血液則與共生體猛毒的殘留物結合，成為了共生體「屠殺」。
卡薩迪與屠殺結合後策劃了一次十分成功的越獄計劃，他決定要利用新得到的力量來實現他的殺人哲學理論。之後屠殺開始在紐約市做盡各種壞事，結果遭到了蜘蛛人的阻止，但是蜘蛛人無論如何都無法打敗這個強敵。無奈之下只能向驚奇4超人尋求協助。
此外，蜘蛛人甚至還向敵人猛毒尋求協助，而猛毒因為厭惡自己的產物而答應幫助蜘蛛人。面對蜘蛛人、猛毒和驚奇4超人，屠殺被捕獲並關進了雷文克勞夫精神病院，後來他通過把異類縮小得跟他的細胞一樣大小來使其穿過電話線而逃離雷文克勞夫。
當一支異類部隊入侵地球的時候，屠殺則以其他異類為食來增加自身的能力。當他再次被捕獲後，他嗜殺的慾望幾乎到達了頂點，為了能找到一種治療他殺人傾向的療法，屠殺又繼續被關押在雷文克勞夫。
但是在漫畫《新復仇者》中，屠殺在一次越獄行動中誤入哨兵的房間，哨兵當即把這個不速之客送入太空，撕成兩半，屠殺就此陣亡。
現在他已再度出現，並且在漫畫《善惡軸心》中因為緋紅女巫和末日博士的魔法而暫時變成好人並拯救了紐約市，因而得到了蜘蛛人的稱讚。

## 能力
屠殺除了擁有超出其母體猛毒的力量和敏捷度之外，還能像蜘蛛人一樣利用他的手腳黏附在絕大多數物體的表面上，而且能發射出一種網狀物質，類似蜘蛛人的蜘蛛絲，屠殺共生體還能變成可分離的武器，更重要的是共生體的兩個最大的弱點：聲波和火焰中，屠殺對聲波免疫，但火焰仍然是他的弱點，甚至一定程度的高溫都能使他變得十分虛弱，並且比猛毒更容易受到火焰的傷害。

## 其他媒體

### 電影
- 索尼影業蜘蛛人宇宙：由伍迪·哈里遜飾演。
  - （2018年）：於片尾彩蛋中登場。
  - 《猛毒2：血蜘蛛》（2021年）

### 電視
- 《蜘蛛人》：由斯科特·克萊弗登（英语：Scott Cleverdon）配音。
- 《超級蜘蛛人（英语：Spider-Man Unlimited）》：由麥可·多諾萬（英语：Michael Donovan）配音。
- 《終極蜘蛛人》[3][4]：由迪·布拉雷·貝克爾（英语：Dee Bradley Baker）[5]和弗瑞德・塔塔薛瑞（英语：Fred Tatasciore）[6]配音。

### 遊戲
- 《樂高漫威超級英雄》
- 《蜘蛛人：驚奇再起2》，電子遊戲。
- 《MARVEL未來之戰》：手機遊戲，血蜘蛛是玩家可使用角色之一。
- 《漫威英雄 Online》：玩家創角時可選擇血蜘蛛為遊戲角色，或另付費購買。

## 外部連結
- Carnage Checklist at thevenomsite.com （页面存档备份，存于）
- Carnage （页面存档备份，存于） at Comic Vine